# Belisario Troncoso Ibarrondo
Belisario Troncoso Ibarrondo (Bulnes, 2 de septiembre de 1890 - Santiago, 7 de febrero de 1952). Abogado y político liberal chileno. Hijo de Belisario Troncoso y Carmela Ibarrondo. Estudio en el Liceo de Hombres de Chillán, en el Internado Nacional Barros Arana y en la Facultad de Derecho de la Universidad de Chile, donde se graduó de abogado (1914) con una tesis titulada “El fuero legislativo de acuerdo con la Constitución”.

## Actividades políticas
Militante del Partido Liberal. Fue un férreo opositor al comunismo, influenciado por sus experiencias en el extranjero, cuando visitó Europa occidental.
Fue elegido Diputado por la 16.ª agrupación departamental, correspondiente a las comunas de Chillán, Bulnes y Yungay  (1941-1945), participando de la comisión permanente de Constitución, Legislación y Justicia.